# Idea Pocket
Idea Pocket (アイデアポケット) là một nhà sản xuất phim khiêu dâm của Nhật Bản.

## Tổng quan
Hãng ban đầu là một nhãn phim của hãng Attackers, tuy nhiên kể từ năm 2002 khi Attackers thuộc sở hữu của Hokuto (Outvision), nhãn phim này đã trở thành một hãng phim nội bộ độc lập do Hokuto quản lí.
Tháng 4/2005, Idea Pocket trở thành hãng phim con đầu tiên của Hokuto thực hiện cho thuê phim. Vào tháng 10, các hãng con khác của Hokuto đã tham gia loại hình cho thuệ thông qua công ti liên doanh TIS, và Idea Pocket chính là hãng tiên phong.
Loạt phim tiêu biểu của hãng là "ANGEL", loạt phim về hóa trang của các nữ diễn viên đơn lẻ phát hành trong khoảng 10 năm kể từ 1998 khi vẫn còn thuộc về Attackers, và "DIGITAL CHANNEL" bắt đầu từ năm 2004, trong đó các đạo diễn khác nhau quay các phim với các nữ diễn viên đơn lẻ không kể tình trạng độc quyền. Cả hai loạt phim có hơn 100 phim.
Từ năm 2004, Idea Pocket đã tiếp nhận các nữ diễn viên độc quyền (IP joyū), và loạt phim ra mắt ngành mới "FIRST IMPRESSION" được khởi xướng. Hơn 70 diễn viên đã ra mắt ngành với loạt phim này, bao gồm Nozomi Mayu, Mirai, Nakao Mina, Hatsumi Rion, Hoshimi Rika. Vào năm 2007, loạt phim ra mắt ngành cho hãng "FIRST IDEAPOCKET" được khởi xướng bởi một nữ diễn viên chuyển hợp đồng độc quyền từ hãng phim khác. Hơn 10 diễn viên đã ra mắt ngành với loạt phim này, bao gồm Hara Sarasa, Kuribayashi Riri, Koisaya.
Tháng 3/2011, hãng đã tổ chức dự án hợp tác thứ ba để kỉ niệm 10 năm thành lập MOODYZ.
Tháng 5/2013, hãng đã tham gia tài trợ cho Union Pro Wrestling, thành lập "Trận đấu Vô địch Thế giới Idea Pocket" (được tiếp tục đến năm 2014). Vào năm 2014, hãng tham gia tài trợ cho đấm bốc chuyên nghiệp và đã tổ chức trận đấu đầu tiên vào ngày 9/10.
Tháng 11/2020, quá trình sản xuất loạt phim "Dù người yêu đang đợi tôi ở nhà, tôi đã lỡ chuyến tàu cuối cùng và ở lại tại nhà nhân viên nữ lâu năm...Tôi thấy rất rạo rực khi thấy cô ấy không mặc quần tất và áo ngực, nên tôi đã quan hệ tình dục với cô cả đêm dài" (僕の恋人が家で待ってるのに、終電逃し先輩女子社員の家に泊まる流れに...ノーパンノーブラ部屋着に興奮した僕は一晩中ヤリまくった) được khen ngợi, và loạt phim đã khiến từ "部屋着" (đồ mặc nhà) xếp thứ 7 cho Giải thưởng Từ khóa Phim khiêu dâm 2020 của tạp chí Playboy hàng tuần.
1/1/2021, hãng đã phát hành phần mềm phát đĩa Ultra HD Blu-ray tiêu chuẩn đầu tiên của ngành, với các phim được phát hành dưới nhãn "UHD-Tissue" (Phát hành đồng thời cùng phần mềm của PREMIUM và Das!).
Tháng 8/2022, loạt phim của hãng "Chuyến công tác của tôi gặp phải mưa lớn kỉ lục và tôi bỗng dưng phải chia phòng với cấp dưới còn trinh của mình..." (出張先が記録的豪雨で童貞部下と突然相部屋に...) được đăng trong mục "Các loạt phim Teppan thời Lệnh Hòa" của tạp chí Playboy hàng tuần. Nhà văn Kurogane Arei đã khen ngợi hãng là một hãng phim có kinh nghiệm "cách tạo dựng (hình ảnh) một cô gái".